# Nasreuhe
Nasreuhe is een bestuurslaag in het regentschap Simeulue van de provincie Atjeh, Indonesië. Nasreuhe telt 933 inwoners (volkstelling 2010).